# Thornburg (Pensilvania)
Thornburg es un borough ubicado en el condado de Allegheny en el estado estadounidense de Pensilvania. En el año 2000 tenía una población de 468 habitantes y una densidad poblacional de 410.7 personas por km².

## Geografía
Thornburg se encuentra ubicado en las coordenadas 40°26′01″N 80°04′59″O / 40.43361, -80.08306.

## Demografía
Según la Oficina del Censo en 2000 los ingresos medios por hogar en la localidad eran de $83,264 y los ingresos medios por familia eran $84,114. Los hombres tenían unos ingresos medios de $80,000 frente a los $39,063 para las mujeres. La renta per cápita para la localidad era de $57,674. Alrededor del 1.3% de la población estaba por debajo del umbral de pobreza.